# Paul Goldschmidt-Clermont
Paul Goldschmidt-Clermont (Sint-Joost-ten-Node, 28 maart 1890 – Elsene, 27 februari 1969) was een bijzonder invloedrijk figuur in de patronale wereld tijdens het interbellum. Hij lag aan de basis van de sociale zekerheid in België. Als ingenieur nam hij vele innoverende initiatieven.

## Biografische gegevens
Geboren in St-Joost-ten-Node in 1890 als tweede zoon van een welvarend gezin van handelaars. Hij huwde in 1919 met Nelly Wolfers, dochter van kunstenaar Philippe Wolfers, met wie hij een zoon kreeg. Na overlijden van zijn eerste vrouw (1923) hertrouwde hij met Madeleine Delstanche (1896-1992), dochter van graficus Albert Delstanche (1870-1941). Zij kregen twee kinderen.
De tweede naam ‘Clermont’, de naam van zijn moeder, werd toegevoegd na de Tweede Wereldoorlog (1948). Daarvoor gebruikte hij deze naam al tijdens zijn geheime operatie in de Eerste Wereldoorlog als pseudoniem. Hij studeerde in 1911 af als burgerlijk ingenieur aan de ULB, en specialiseerde zich als ingenieur elektronica aan het Institut Montefiore van Luik (1912). Hij overleed in 1969 te Elsene.

## Beroepscarrière
Goldschmidt-Clermonts carrière vond haar aanvang bij zijn legerdienst met de installatie van een 'radiotelegrafisch' netwerk in Belgisch-Congo. In 1914 werd hij belast met een geheime opdracht: de oprichting van een zendmast in de Belgische enclave Baarle-Hertog. Onder het mom van de inrichting van een vluchtelingenkamp wist hij er een zendinstallatie in te richten, die operationeel werd in 1916 en waardevolle informatie over de Duitse troepenbewegingen wist door te spelen. Vervolgens werd hij als onderluitenant ingeschakeld aan het front aan de IJzer.
Na de Eerste Wereldoorlog was hij in de patronale wereld actief, vooreerst door de oprichting van een secretariaat van Belgische ondernemers (het latere Fabrimetal) en in 1922 als directeur van het Centraal Comité van de Industrie (CCI, het latere VBO).
Tijdens de Tweede Wereldoorlog wist hij zich te handhaven als aanspreekpunt van de patronale wereld voor de Duitse bezetter. In 1941 werd hij, nadat hij weigerde informatie voor deportatie te geven, verwijderd uit al zijn functies. In 1942 werd hij directeur van het Belgisch Instituut voor Lastechniek. In 1944 gaf regent Prins Karel hem de opdracht de Rijksdienst voor Sociale Zekerheid op te richten. Van 1945 tot 1957 was hij administrateur-generaal van de Rijksdienst.
Na zijn pensioen bleef Goldschmidt-Clermont actief in de sociale zekerheid zowel nationaal als internationaal (onder meer als technicus-raadgever bij de inrichting van de sociale zekerheid in Nicaragua).
Zijn passie als ingenieur bleef hij bedrijven hetzij als actieve medewerker, hetzij als drijvende kracht van, hetzij als oprichter van:
- Belgisch Instituut voor Lastechniek.
- Internationaal Instituut voor Lastechniek (IIS).
- Belgisch center voor corrosiestudie (cebelcor).
- Instituut tot Aanmoediging van het Wetenschappelijk onderzoek in Nijverheid en Landbouw (ontbonden in 1993) IRSIA.
- Centre de Recherche de l’Industrie des Fabrications métalliques (CRIF), in 2014 bekend als afdeling van Collectief Centrum van de Belgische Technologische Industrie.
- Office de contrôle et de recherches expérimentales concernant l’art de construire. (Orex)

In zijn vrije tijd bleef hij zich engageren voor de afgestudeerde ingenieurs van de U.L.B (in kader van de 'Association Royale des Ingénieurs sortis de l'Université Libre de Bruxelles').
Zijn grote passie voor muziek bedreef hij als dirigent van het studentenorkest (dat hij zelf oprichtte aan de ULB in 1909) en zijn 'muzikale avonden' die hij thuis inrichtte om nog onbekend muzikaal talent te promoten.

## Impact op de ontwikkeling van de sociale zekerheid
Goldschmidt-Clermont lag aan de basis van één specifieke tak van de sociale zekerheid: de kinderbijslag. Als directeur van de Centraal Comité van de Industrie (CCI) overtuigde hij de Belgische patroons de sociale vergoeding ‘kinderbijslag’ toe te kennen als alternatief voor looneisen. Onder meer door zijn toedoen werden na de Eerste Wereldoorlog in vele bedrijven kinderbijslagkassen opgericht en bleef dit een patronaal initiatief.
Goldschmidt-Clermont was een van de inspirators van de eerste wet op veralgemening van de kinderbijslag in 1930. Toen al pleitte hij voor de oprichting van een specifieke (industriële) organisatie voor het innen, verdelen en toekennen van de vergoeding. Bij de tweede veralgemening in 1937 wist hij enkele collega’s te overtuigen een dergelijk mecanografisch bedrijf op te starten. In 1939 richtte hij de vzw Smals-MvM (Société de Mécanographie pour l’application des lois sociales - Maatschappij voor Mécanographie) op, samen met enkele vooraanstaande ambtenaren zoals Fernand Delory, H. Mavaux.
Tijdens de Tweede Oorlog kwamen de sociale partners en leidinggevende politici samen in het buitenverblijf van Goldschmidt-Clermont in Ohain, om het sociaal klimaat na de oorlog voor te bereiden. Het resultaat daarvan – het Sociaal Pact - droeg op vele punten zijn stempel, vooral in de praktische uitvoering. Wanneer de Regent hem in 1944 belastte met de leiding van de RSZ, deed hij beroep op de Maatschappij voor Mecanographie (Smals-MvM), die hij zelf in 1939 had opgericht. De ganse administratieve verwerking van de sociale zekerheid werd uitbesteed aan Smals. De RSZ beperkte zich tot controle en inspectie. Zowel nationaal als internationaal kreeg Goldschmidt-Clermont erkenning voor de snelle en probleemloze start van de sociale zekerheid.

## Zijn visies
P.Goldschmidt-Clermont had een uitgesproken visie op verschillende domeinen. Een visie die hij verkondigde op vergaderingen, congressen, en die men kan terug vinden in verschillende publicaties.
De belangrijkste domeinen:
- De sociale zekerheid, met als specifieke onderwerpen: werkloosheid (Le soutien des chômeurs en Belgique dans le cadre de l’assurance-chômage.Bruxelles, 1931), de hervorming van de sociale zekerheid ( La sécurité sociale et l’emploi. Introduction à une Etude de la Sécurité Sociale. Bruxelles, 1956).
- Demografie, als voorbeelden : La dénatalité belge.( in Le Flambeau, nr.4, april 1957). Démographie et lois sociales.(in : Industrie, februari, 1962).
- Ouderdom, als voorbeelden : Jeunesse, vieillesse, regain. (in Revue belge de Sécurité Sociale, april 1959). Troisième âge-Troisième vie. Une mutation humaine. (in : Industrie, augustus 1967).
- De ethiek en maatschappelijke rol van ‘een ingenieur’. Het beroep ‘ingenieur’ was voor hem een roeping, die kon bijdragen tot vrede en sociale vooruitgang. Zie: L’ingénieur de 1957. Essai pour une éthique de l’ingénieur. Bruxelles,sd. En : Essai pour une éthique de l’ingénieur. ( in Revue de l’Université de Bruxelles, janvier-avril 1955)..

Zowel nationaal als internationaal werd hij erkend als deskundige, en dusdanig gevraagd als expert ( Nicaragua), spreker op congressen ( bv. op de congressen van de Franse Organisatie van Kinderbijslagkassen)

## Erkenningen
- Leopoldsorde: Ridder in 1930 en Officier in 1939 voor zijn verdiensten op vlak van kinderbijslag,
- Kroonorde: Officier in 1935 en Commandeur in 1946 (als erkenning voor de oprichting van de RSZ),
- Grootofficier in de Orde van Leopold II,
- Oorlogskruis met 2 bronzen palmen (oorlogsmedaille voor verdiensten van moed),
- Oorlogskruis (oorlogsmedaille voor prestaties aan het front),
- Vuurkruis toegekend aan alle veteranen '14-'18, die onder vuur hadden gelegen,
- Médaille de la Prévoyance sociale de seconde et de première classe. (Frans ereteken voor verdiensten op vlak van sociale zekerheid),
- Intergeallieerde Medaille 1914-1918, toegekend aan gemobiliseerden '14-'18,
- Military Cross (Brits ereteken),
- De Koningin Elisabethmedaille, voor verdiensten inzake verzorgen van burgers en militairen tijdens Wereldoorlog 1,
- Ereteken Cadet van de Arbeid,(1954) als waardering voor uitstekend uitgevoerde professionele activiteiten.